# Kálmán Darányi
Kálmán Darányi (ur. 22 marca 1886 w Budapeszcie, zm. 1 listopada 1939 tamże) – węgierski polityk, premier Węgier w latach 1936–1938.
Darányi urodził się w 1886 roku w stolicy Węgier, Budapeszcie. W 1927 roku został wybrany do węgierskiego parlamentu.
12 października 1936 roku, sześć dni po śmierci Gyuli Gömbösa został mianowany na stanowisko premiera Węgier. Funkcję tę pełnił do roku 1938. Wówczas na funkcję premiera, Miklós Horthy wyznaczył Bélę Imrediego. W ciągu następnych miesięcy Daranyi pełnił m.in. funkcję przewodniczącego parlamentu.
Darányi był silnie związany z politykami węgierskiej skrajnej prawicy. Mimo to, nie sympatyzował z węgierskimi faszystami, którzy dążyli do sojuszu z faszystowskimi Włochami oraz III Rzeszą. W sferze polityki wewnętrznej, Daranyi prowadził liczne reformy (m.in. reformy finansów), które wprowadził podczas swojego urzędowania na stanowisku premiera.
Kálmán Darányi zmarł 1 listopada 1939 roku w Budapeszcie w wieku 53 lat.